# Lligat (tissatge)
El ligat en l'ofici del tissatge és l'ordre d'entrelaçament dels fils d'ordit amb les passades de la trama. S'utilitza també la paraula lligament.

Lligat del tafetà

El lligat més senzill és el tafetà on el fill de l'ordit passa un cop per sobre i un cop per sota del fill de la trama. Els altres lligats bàsics són la sarja i el setí. En variar aquest esquema, es pot obtenir motius geomètrics (per exemple: tweed) o figuratius (per exemple: jacquard), efectes especials i qualitats de teixit diferents. Per dissenyar els diferents lligats s'utilitzen unes representacions gràfiques en forma de quadríicula, on les línies verticals representen l'ordit i les horitzontals la trama.